# Lac Sakakawea
Le lac Sakakawea est un lac de barrage sur la rivière Missouri dans l'État américain du Dakota du Nord. Nommé d'après l'amérindienne Sakakawea (1787-1812), c'est le troisième plus grand lac artificiel des États-Unis en termes de capacité, après le lac Mead et le lac Powell, et le premier en termes de superficie.
Il est situé à environ 80 km de Bismarck, la capitale de l'État. Les dimensions moyennes du lac sont de 3 à 5 km de largeur et 21 km dans sa longueur maximale (bras Van Hook). Le lac Sakakawea marque l'extension sud-ouest maximale des glaciers durant l'âge glaciaire.
Le lac fut créé par l'achèvement du barrage Garrison en 1956, le second et plus large des six principaux barrages sur le Missouri, construits par le Corps du génie de l'armée des États-Unis  pour contrôler les inondations, fournir de l'électricité, faciliter la navigation et l'irrigation.

## Données

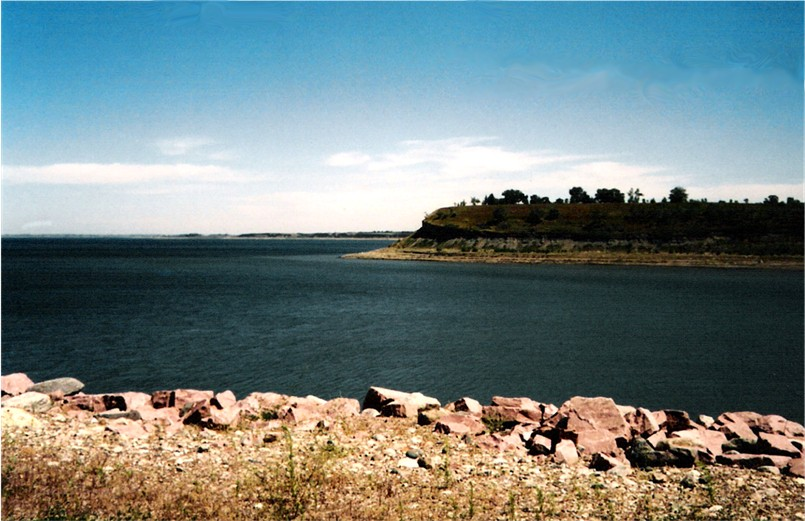
Le lac Sakakawea près du barrage Garrison.

- Capacité maximale de stockage : 29,4 km3
- Profondeur maximale : 55 m, au droit du barrage
- Superficie normale[1] : 1 240 km3
- Longueur normale : 286 km
- Longueur normale de côte : 2 120 km

La création du lac a entrainé le déplacement des membres de la réserve indienne de Fort Berthold des villes de Van Hook et (Old) Sanish, nécessitant la création de New Town. Une troisième ville, Elbowoods, fut également perdue. On retrouve ces trois noms avec les trois campings situés dans le Lake Sakakawea State Park.